# Зусман, Ганс
Ганс Зусман (нем. Hans Sußmann; 23 июня 1897 года, Берлин, Германия — 3 апреля 1985 года, Тойпиц, Германия) — антифашист, член движения Сопротивления во время Второй мировой войны, член организации «Красная капелла».

## Биография
Ганс Зусман родился 23 июня 1897 года в Берлине, в Германской империи. С приходом к власти нацистов его положение (он был наполовину еврей) ухудшилось.
Трудился на востоке Берлина, где организовал центр по обмену информацией между группами движения Сопротивления. Вместе с женой, Эльзой Зусман, Альбертом Фогтсом, Эльфридой Пауль и Вальтером Кюхенмайстером, образовал ячейку в берлинской группе борцов сопротивления из организации, получившей название «Красная капелла». Эта ячейка находилась в тесном контакте с художниками-антифашистами из круга Оды Шоттмюллер и Курта Шумахера. Занимался производством антифашистских и антивоенных листовок; по этой причине часто пересекал границу Германии и Швейцарии.
Ганс Зусман чудом избежал ареста осенью 1942 года, но из-за ареста его друзей и знакомых больше не мог участвовать в антифашистской деятельности на территории Третьего рейха. Скрываясь от гестапо, он переехал в Тойпиц, где после войны возглавил местную ячейку Социалистической единой партии Германии (SED). С 1950 по 1963 год был управляющим директором в местной больнице.
Является автором ряда краеведческих исследований, некоторые из которых были изданы, например, «Teupitz und das Schenkenländchen». В 1982 году был удостоен звания почетного гражданина Тойпица.
Ганс Зусман умер 3 апреля 1985 года в Тойпице, в ГДР.